# The Back Lot

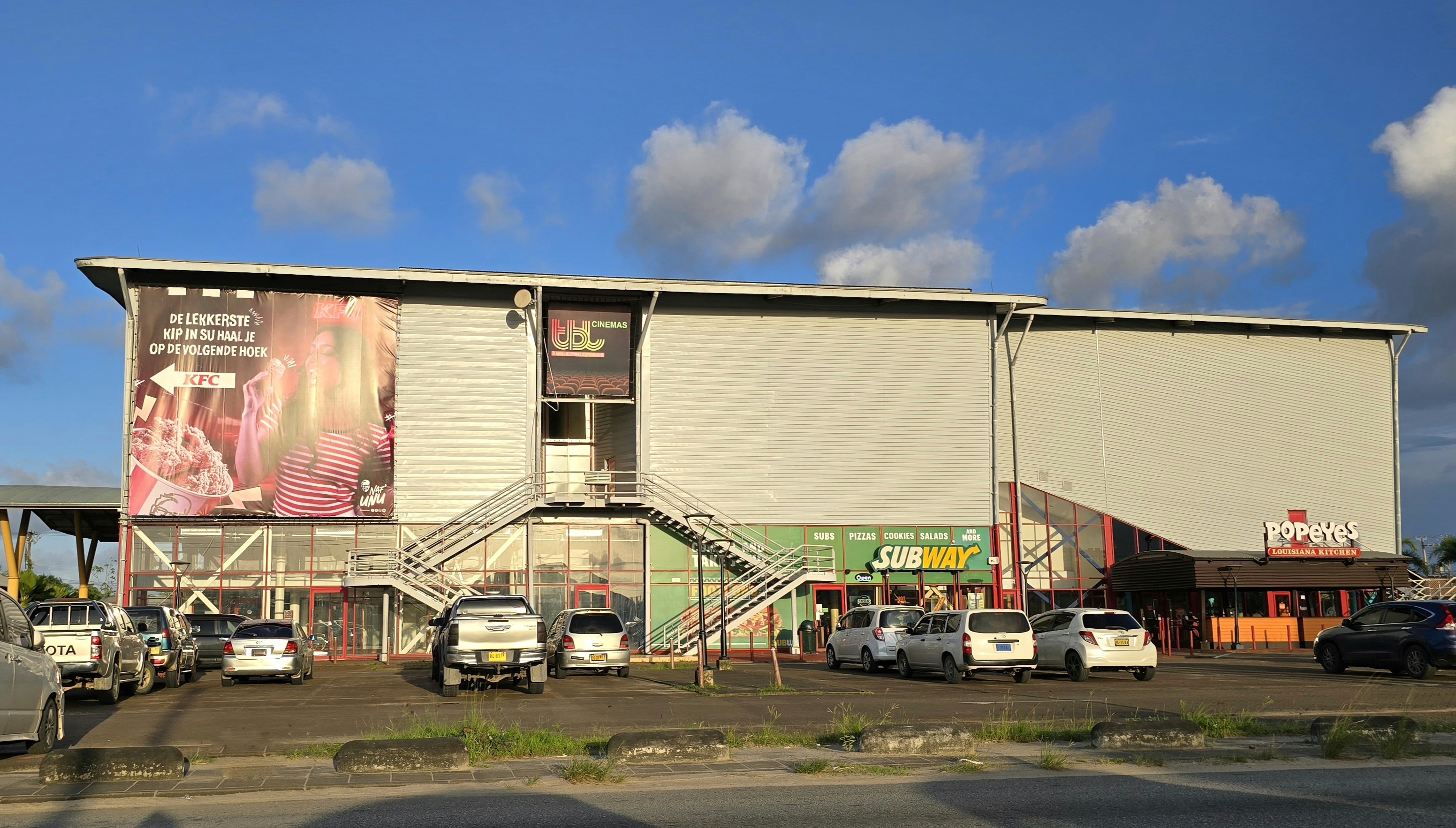
Het gebouw van TBL Cinemas in Paramaribo

The Back Lot is een Surinaams productiebedrijf dat in 2002 werd opgericht door Eddy Wijngaarde en Hennah Draaibaar. Het bedrijf houdt zich bezig met film- en mediaproducties, zowel nationaal als internationaal, en heeft zich ontwikkeld tot een breed georiënteerd productiehuis.

## Activiteiten
The Back Lot is betrokken bij de productie van speelfilms, documentaires en andere audiovisuele projecten. Het bedrijf werkt samen met zowel lokale als buitenlandse producenten. Daarnaast is het initiatief genomen tot de bouw van TBL Cinemas, een modern bioscoopcomplex met vijf zalen in Paramaribo, dat geavanceerde filmtechnologie gebruikt.
Een van de uitgangspunten van het bedrijf is de promotie van Suriname als filmlocatie, vanwege de landschappelijke diversiteit en de culturele variëteit van de bevolking.

## Locatie
De onderneming begon in een historisch pand aan de Kromme Elleboogstraat in Paramaribo, maar is tegenwoordig gevestigd aan de Heerenstraat 24.

## Filmfestival
Sinds de oprichting organiseert The Back Lot tweemaal per jaar een internationaal filmfestival, doorgaans in april/mei en in december. Deze festivals worden gecombineerd met educatieve programma’s gericht op het bevorderen van filmcultuur en mediavaardigheden in Suriname.

## DocuLab ‘8 voor 40’
In samenwerking met de Nederlandse Filmacademie en gesteund door onder andere het Filmfonds, initieerde The Back Lot het project DocuLab: 8 voor 40 ter gelegenheid van 40 jaar onafhankelijkheid. Acht Surinaamse documentaire-ideeën werden uitgewerkt onder begeleiding van professionals, met selectie via een commissie bestaande uit lokale cultuurprofessionals en Filmacademie-experts.

## Stimulerende opleidingen en masterclasses
In 2014 organiseerde The Back Lot met steun van de Amerikaanse ambassade en Stichting Suritoons een masterclass Visual Effects & Compositing in Paramaribo, verzorgd door Timothy Fleur, een VFX-engineer betrokken bij grote producties als Iron Man 3 en Game of Thrones. Ook in 2012 startten gezamenlijke modulair opleidingen in samenwerking met de Nederlandse Film‑ en Televisieacademie, gericht op regie, scenario en productie.